# گلن مروین
گلن مروین (انگلیسی: Glen Mervyn; ۱۷ فوریهٔ ۱۹۳۷ – ۱۸ مارس ۲۰۰۰) قایقران روئینگ اهل کانادا بود.